# Haim Revivo
Haim Michael Revivo - em hebraico, חיים מיכאל רביבו (Asdode, 22 de fevereiro de 1972) é um ex-futebolista israelense.[carece de fontes?] É considerado um dos melhores jogadores da história do estado judeu.

## Carreira
Famoso por seus precisos chutes de tiro livre e por comemorar de forma extravagante, Revivo começou sua carreira profissional em 1990, quando tinha apenas 18 anos, ao ser contratado pelo Bnei Yehuda. Jogou também pelos dois grandes times de Israel, o Hapoel Tel Aviv e o Maccabi Haifa, onde jogou 57 partidas e marcou 45 gols. Estes números levaram o jovem meia-atacante a ser desejado por clubes da Europa, mas foi o Celta de Vigo, então um clube de pequena expressão da Espanha, quem levou Revivo.
Sendo um dos grandes destaques daquele que viria a ser o melhor time que o Celta já produziu (sendo apelidado de "EuroCelta" após enfrentar clubes de mais peso no futebol europeu), que tinha, além de Revivo, os russos Karpin e Mostovoy, os argentinos Cáceres e Gustavo López, o brasileiro Mazinho, o francês Claude Makélélé, o galego Míchel Salgado, o búlgaro Lyuboslav Penev, o bósnio Vladimir Gudelj e o equatoriano Iván Kaviedes, o israelense chegou a ser alvo do Barcelona, mas ele resolveu permanecer na equipe alviceleste.
Em quatro temporadas com a camisa do Celta, Revivo disputou 99 partidas e marcou 25 gols.

## Nos rivais de Istambul
Após deixar o Celta, Revivo acertou com o Fenerbahçe, onde também logrou relativo sucesso, marcando 30 gols em 68 jogos. Em 2002, deixou o Fener para assinar com o maior rival, o Galatasaray, onde sua fama de goleador começou a cair: foram apenas cinco gols com a camisa amarela e vermelha.

## Volta a Israel e final de carreira
Depois do fraco desempenho com a camisa do Galatasaray, Revivo retornou a Israel, desta vez para jogar no Ashdod, onde encerrou a carreira de jogador em 2004, aos 32 anos, tendo marcado 3 gols em 10 jogos.
Depois de sua aposentadoria, Revivo, que hoje é dono do Ashdod, marcou seu nome na história do futebol israelense, disputando, em 14 anos de carreira profissional, 358 partidas e marcou 140 gols.

## Carreira internacional
Revivo estreou pela Seleção Israelense em 1992, aos vinte anos de idade, participando das Eliminatórias para as Copas de 1994, 1998 e 2002, mas Israel nunca teve sucesso nas três tentativas.
Uma das maiores partidas de Revivo com a camisa branca e azul foi um amistoso contra a Argentina, antes do Mundial de 1998. Desde 1985 que os Hermanos atuavam em solo israelense na preparação para as Copas do Mundo. O estado judeu venceu a Argentina por 2 a 1 (um dos gols foi de Revivo, em um tiro livre certeiro, sua marca registrada).